# Comunicação interatrial
A comunicação interatrial (CIA) é uma cardiopatia congênita caracterizada por uma abertura no septo interatrial, que permite a passagem do sangue do átrio esquerdo (alta pressão) para o átrio direito (baixa pressão).  É a mais comum das cardiopatias congênitas em adultos, visto que, com frequência, o paciente vive durante vários anos sem relatar sintoma algum.
O fluxo sanguíneo do átrio esquerdo para o átrio direito resulta em um aumento da saturação de oxigênio no átrio direito, ventrículo direito e tronco pulmonar. O fluxo pulmonar aumentado leva a um aumento da resistência arteriolar pulmonar e insuficiência cardíaca direita.
Pode ser diagnosticada por eletrocardiograma, raio X de tórax ou ecocardiograma, e seu tratamento é apenas cirúrgico.

## Classificação[2]
Manifesta-se em três formas mais comuns, a depender da região do septo interatrial acometida:
- Ostium secundum (forame oval persistente), afeta a parte medial do septo interatrial e é a forma mais comum de CIA;
- Seio venoso, afeta a parte superior do septo interatrial;
- Ostium primum, afeta a parte inferior do septo interatrial.